# Gurmeet Ram Rahim Singh

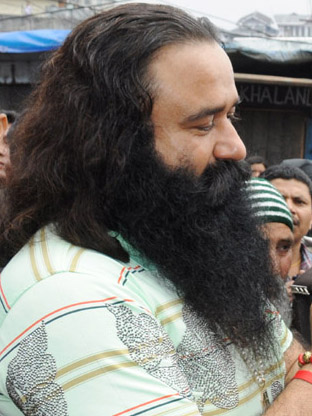
Gurmeet Ram Rahim Singh

Gurmeet Ram Rahim Singh (* 15. August 1967 in Sri Gurusar Modia, Rajasthan) ist ein indischer Guru. Seit 1990 leitet er die spirituelle Bewegung Dera Sacha Sauda, der nach seinen Angaben rund 60 Millionen Menschen anhängen. Rund um seine Bewegung und seine Ansichten hat Singh außerdem einige Filme veröffentlicht, bei denen er sich unter anderem als Schauspieler, Regisseur, Drehbuchautor und Komponist der Filmmusik betätigt. Kritiker bezeichnen diese Filme als qualitativ minderwertige Propaganda.
Nachdem er im Verdacht des Mordes und der Zwangskastrierung stand, wurde er am 25. August 2017 der Vergewaltigung schuldig gesprochen. Am 28. August 2017 wurde das Urteil von zwanzig Jahren Haft verkündet. Der Prozess war von großen Unruhen begleitet.

## Familie
Singh gehört der Bewegung Dera Sacha Sauda an, seitdem er sieben Jahre alt ist. Mit seiner Frau Harjeet Kaur hat er vier Kinder. Seine Adoptivtochter Priyanka Taneja wirkte in seinen Filmen mit.

## Wirken
Singh setzt sich für den Kampf gegen diverse Krankheiten wie zum Beispiel Diabetes oder Bluthochdruck ein. Er engagiert sich außerdem für Sauberkeit und Hygiene. Sein Einsatz gegen Drogen, Alkohol und Prostitution werden in einem Bericht des CBIs, das gegen ihn ermittelte, als „Kreuzzüge“ bezeichnet. Nach Katastrophen hat er im Rahmen seiner Bewegung eine speziell darauf ausgerichtete Hilfsbehörde eingerichtet.
Bei Veranstaltungen mit seinen Anhängern hat er mit einigen davon dem Guinness-Buch zufolge mehrere Weltrekorde aufgestellt.
Singhs Dera gibt im Allgemeinen Wahlempfehlungen. Während Singh anfänglich die Kongress-Partei unterstütze, spricht er sich aktuell für die regierende Partei Bharatiya Janata Party (BJP) aus.
Immer wieder kam es zu Konflikten und gegenseitigen Anschuldigungen mit der Sikh-Religion.

## Diskografie (Studioalben)
- Thank You For That (2012)
- Network Tere Love Ka (2012)
- Chashma Yaar Ka (2012)
- Insan (2012)
- Lov Rab Se (2013)
- Highway Love Charger (2014)

## Filme
- MSG: The Messenger (2015)
- MSG-2 The Messenger (2015)
- MSG: The Warrior Lion Heart (2016)
- Hind Ka Napak ko Jawab - MSG Lion Heart - 2 (2017)
- Jattu Engineer (2017)